# Enaphalodes taeniatus
Enaphalodes taeniatus là một loài bọ cánh cứng trong họ Cerambycidae.